# إد روزنتال
إد روزنتال (بالإنجليزية: Ed Rosenthal) هو صحفي أمريكي، ولد في 1944 في ذا برونكس في الولايات المتحدة.

## وصلات خارجية
- إد روزنتال على موقع ميوزك برينز (الإنجليزية)
- إد روزنتال على موقع إن إن دي بي (الإنجليزية)